# 1988年以色列議會選舉
1988年以色列議會選舉舉行於1988年11月1日，選出第12屆以色列議會的120名議員，投票率有79.7%。利庫德集團在這次選舉獲得40個議席，而工黨則獲得39個議席。

## 外部連結
- Historical overview of the Twelfth Knesset （页面存档备份，存于） Knesset website （英語）
- Election results （页面存档备份，存于） Knesset website